# مانويل ارسي
مانويل ارسي (بالإسبانية: Manuel Arce)‏ (25 ديسمبر 1909) هو لاعب كرة السلة بيروفي وقد شارك في دورة الألعاب الأولمبية الصيفية 1936.

## روابط خارجية
- مانويل ارسي على موقع سبورتس رفرنس (الإنجليزية)
- مانويل ارسي على موقع أوليمبيديا (الإنجليزية)